# リヤドダートスプリント
リヤドダートスプリント（アラビア語: كأس الرياض للسرعة、英語: Riyadh Dirt Sprint）は、サウジアラビアのキングアブドゥルアジーズ競馬場で開催されている競馬の競走である。

## 概要
サウジアラビアジョッキークラブが2020年に創設した国際競走。総賞金は150万米ドルで、距離はダート1200m。
同日に開催されるサウジカップのアンダーカードの1つである。
海外調教馬はIFHA（国際競馬統括機関連盟）のパート1国における重賞またはリステッド競走で4着以上の成績を収めるか、自国におけるレーティングで100ポンド以上、牝馬は96ポンド以上を獲得しなければ競走に登録することが出来ない。

## 歴史
- 2020年 - 「サウジアスプリント」の名称で創設。
- 2021年 - 「リヤドダートスプリント」に改称。
- 2022年 - IFHA（国際競馬統括機関連盟）がサウジアラビアの競馬をパートII国に格上げしたことに伴い、本年より国際G3競走として施行。[2]
- 2025年 - G2に昇格[3]。

## 優先出走権
カペラステークスの1着馬には優先出走権が与えられる。

## 歴代優勝馬
| 回数  | 施行日        | 調教国・優勝馬     | 性齢 | タイム  | 騎手            | 調教師       |
| ----- | ------------- | ------------------ | ---- | ------- | --------------- | ------------ |
| 第1回 | 2020年2月29日 | New York Central   | 牡5  | 1:11.68 | I.オルティスJr. | S.アルハラビ |
| 第2回 | 2021年2月20日 | Copano Kicking     | 騸6  | 1:10.66 | W.ビュイック    | 村山明       |
| 第3回 | 2022年2月26日 | Dancing Prince     | 牡6  | 1:10.26 | C.ルメール      | 宮田敬介     |
| 第4回 | 2023年2月25日 | Elite Power        | 牡5  | 1:11.01 | L.デットーリ    | W.モット     |
| 第5回 | 2024年2月24日 | Remake             | 牡5  | 1:10.42 | 川田将雅        | 新谷功一     |
| 第6回 | 2025年2月22日 | Straight No Chaser | 牡6  | 1:11.15 | J.ヴェラスケス  | D.ブラッカー |